# Municipio de Le Ray
El municipio de Le Ray (en inglés: Le Ray Township) es un municipio ubicado en el condado de Blue Earth en el estado estadounidense de Minnesota. En el año 2010 tenía una población de 746 habitantes y una densidad poblacional de 8,27 personas por km².

## Geografía
El municipio de Le Ray se encuentra ubicado en las coordenadas 44°9′1″N 93°49′19″O / 44.15028, -93.82194. Según la Oficina del Censo de los Estados Unidos, el municipio tiene una superficie total de 90.17 km², de la cual 83,4 km² corresponden a tierra firme y (7,51 %) 6,77 km² es agua.

## Demografía
Según el censo de 2010, había 746 personas residiendo en el municipio de Le Ray. La densidad de población era de 8,27 hab./km². De los 746 habitantes, el municipio de Le Ray estaba compuesto por el 98,26 % blancos, el 0,13 % eran afroamericanos, el 0,67 % eran asiáticos, el 0,13 % eran de otras razas y el 0,8 % eran de una mezcla de razas. Del total de la población el 0,8 % eran hispanos o latinos de cualquier raza.